# 塞内
塞内（法語：Séné，法語發音：[sene]）是法国莫尔比昂省的一个市镇，位于该省南部，瓦讷湾东侧，属于瓦讷区。

## 地理
塞内（47°37'11"N, 2°44'14"W）面积19.94 平方千米，位于法国布列塔尼大區莫尔比昂省，该省份为法国西北部沿海省份，位于布列塔尼半岛南部，北起阿摩尔滨海省、西接菲尼斯泰尔省，南濒大西洋，东南接大西洋卢瓦尔省，东临伊勒-维莱讷省。
与塞内接壤的市镇（或旧市镇、城区）包括：瓦讷、泰克斯-努瓦亚洛。

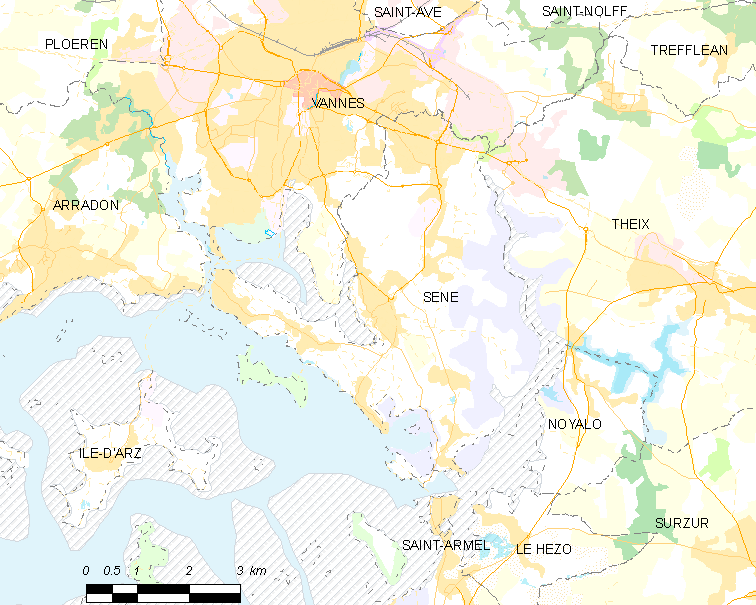
塞内的OSM定位图

塞内的时区为UTC+01:00、UTC+02:00（夏令时）。

## 行政
塞内的邮政编码为56860，INSEE市镇编码为56243。

## 政治
塞内所属的省级选区为塞内县。

## 人口

1962-2008年间塞内人口变化图示

塞内于2022年1月1日时的人口数量为9265人。